# مارتين عبادي
مارتين عبادي (بالإنجليزية: Martín Abadi؛ بالإسبانية: Martín Abadi) هو عالم تعمية وعالم حاسوب أمريكي وأرجنتيني، ولد في 1963 في الأرجنتين.